# ¡Oye Esteban!
¡Oye Esteban! è una raccolta di video musicali del cantante inglese Morrissey.
Pubblicata dalla Warner Reprise Video il 17 ottobre del 2000, il DVD raccoglie alcuni dei video promozionali realizzati dal cantante nel periodo compreso tra il 1988 e il 1995.
La copertina ritrae Morrissey nel giardino della sua casa di Primrose Hill, fotografato da Anton Corbijn. Questo scatto fa parte dalla stessa sessione fotografica apparse precedentemente, nel numero di aprile 1994 della rivista Details.

## Tracce
1. Everyday Is Like Sunday
2. Suedehead
3. Will Never Marry (Live)
4. November Spawned a Monster
5. Interesting Drug
6. The Last of the Famous International Playboys
7. My Love Life
8. Sing Your Life
9. Seasick, Yet Still Docked
10. We Hate It When Our Friends Become Successful
11. Glamorous Glue
12. Tomorrow
13. You're the One for Me, Fatty
14. The More You Ignore Me, the Closer I Get
15. Pregnant for the Last Time
16. Boxers
17. Dagenham Dave
18. The Boy Racer
19. Sunny